# Bentley Continental GT

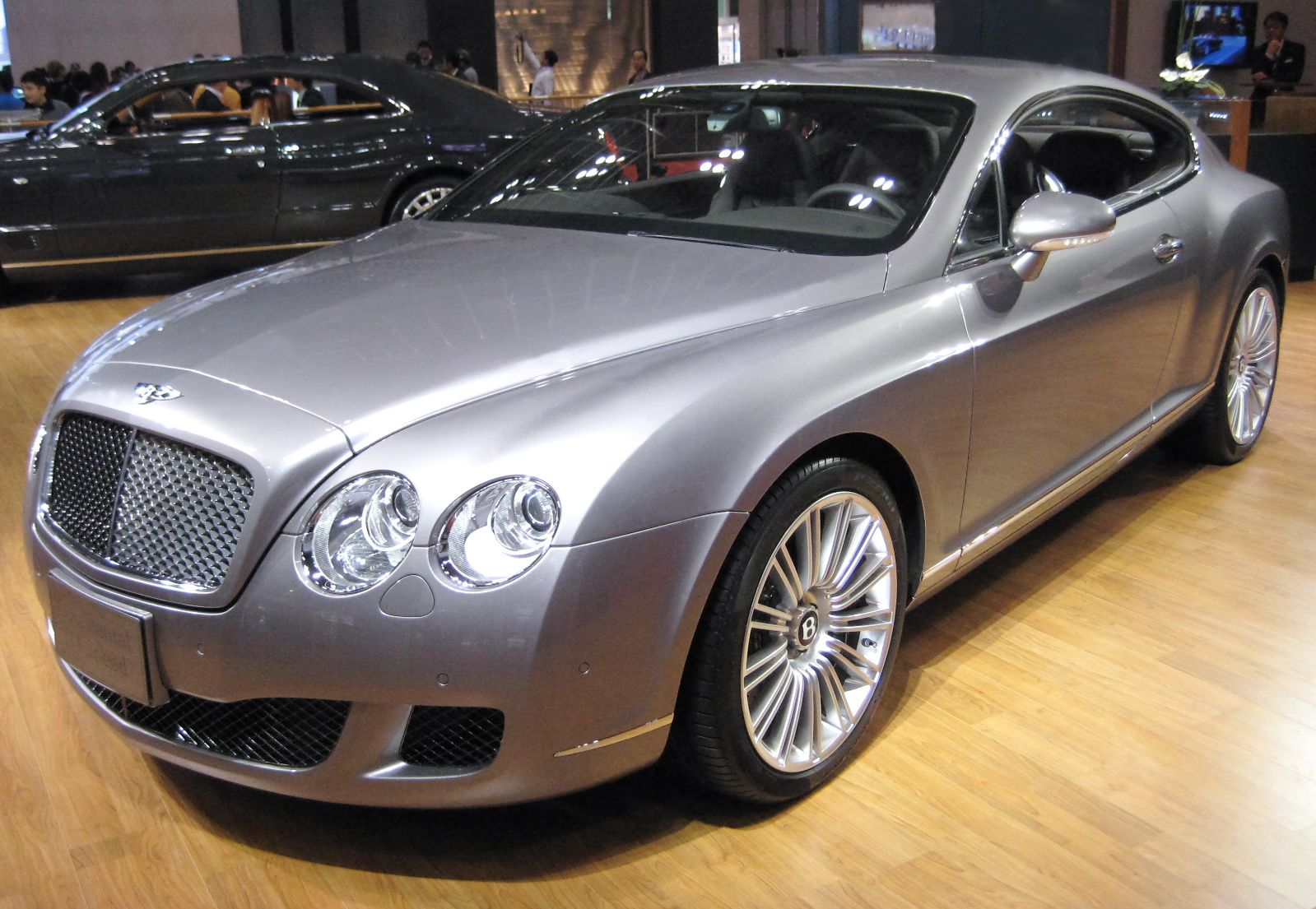
Bentley Continental GT Speed, eerste generatie

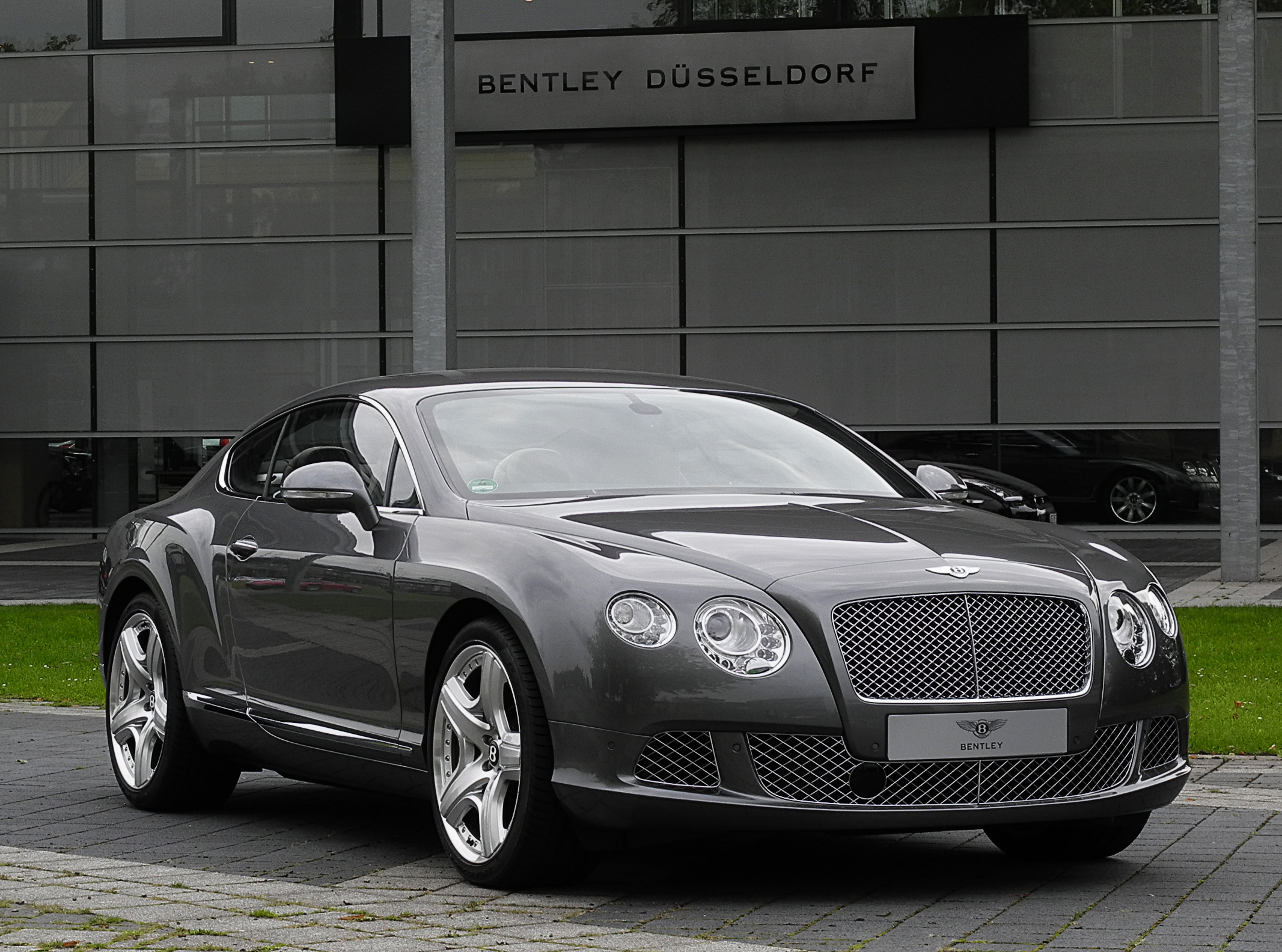
Bentley Continental GT, 2e generatie

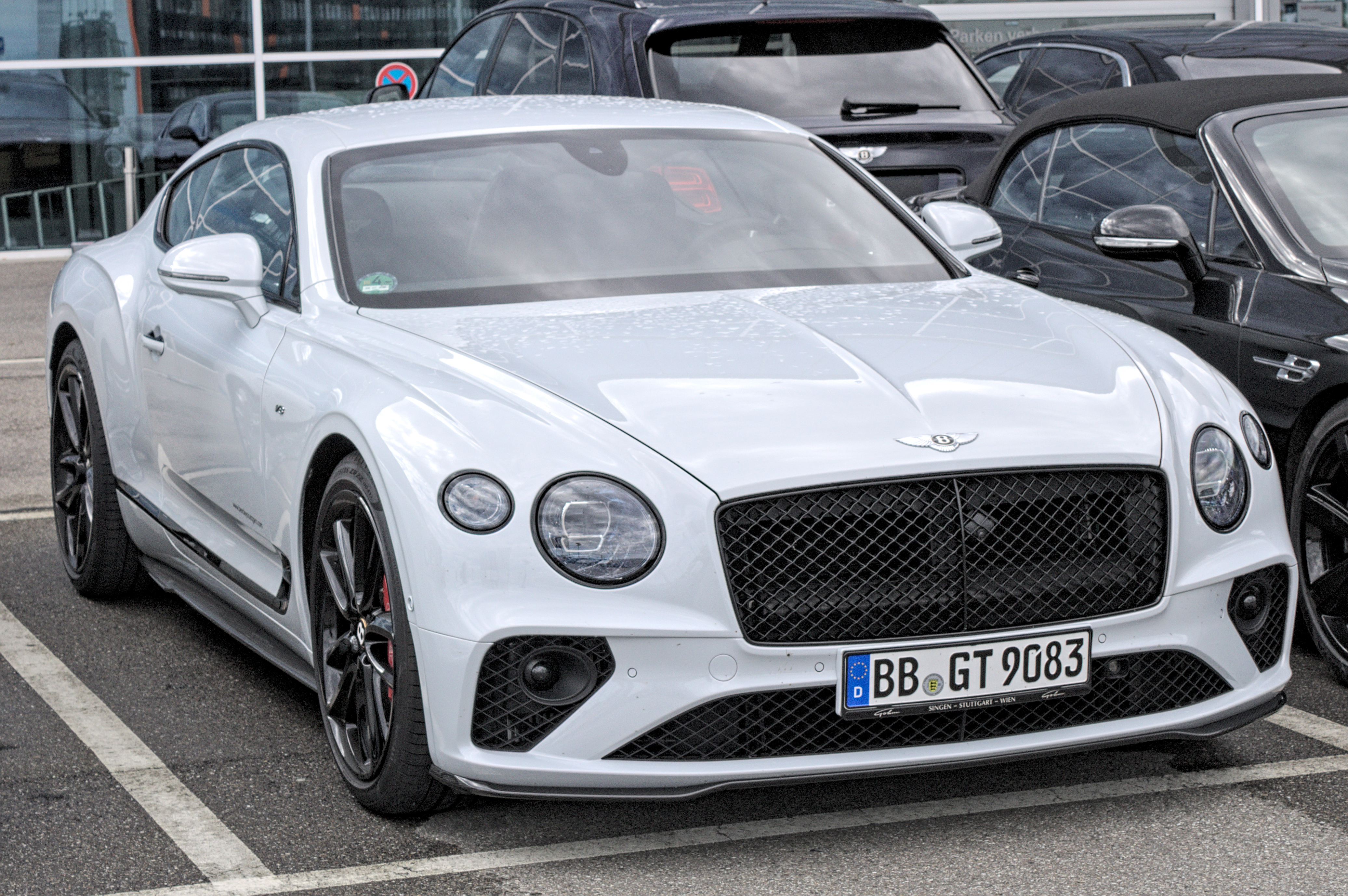
3e generatie

De Bentley Continental GT is een vierpersoons sportwagen die sinds 2003 geproduceerd wordt door de Britse autoproducent Bentley. De Continental GT is de opvolger van de op de Rolls Royce gebaseerde Continental R en T. De wagen werd getekend door de Belgische ontwerper Dirk van Braeckel. De GT beschikt over een zesliter twin-turbo W12 motor die 560 pk levert. Daarmee haalt de GT een snelheid van 0 tot 100km/h binnen 4,8 seconden en een topsnelheid van 318 kilometer per uur. 
Later zijn er nog andere versies verschenen, zo is er nog de vierdeurs Continental Flying Spur, de cabrio Continental GTC en de supersportwagen Continental GT Speed.
In de film 2012 komt een Bentley Continental GT voor, hiermee rijden de hoofdpersonen uit een landend vliegtuig.

## Technische gegevens
- W12-cilinder-motor
- boring x slag 84 x 90,2 mm
- 5998 cc
- 4 kleppen per cilinder
- Bosch Motronic ME7.1.1 digital engine control
- Dubbele KKK turbochargers (0,7 bar boost)
- Air to air intercooling
- 411 kW (552 pk) bij 6100 tpm
- Koppel 650Nm bij 1600 rpm
- ZF 6HP26 6-speed automatische versnellingsbak
- vierwielaangedreven met centraal Torsen differentieel
- Onafhankelijke ophanging voor en achter
- Air springs
- ASR electronic traction control
- Bosch ESP5.7 electronic stability program
- TEVES geventileerde schijfremmen
  - Vooraan 405 mm diameter en 36 mm dik
  - Achteraan 335 mm diameter en 22 mm dik
- Anti-lock device (plus HBA "Hydraulic Brake Assist" en EBD "Electronic Brakeforce Distribution")
- MSR drag torque control
- Wielbasis: 2749 mm
- Banden 275/40R19 op 19inch velgen
  - Optioneel 19 split velgen)
  - Optioneel (sinds 2005) 275/35R20 op 20 split velgen 7-spaaks
- Topsnelheid: 318 km/u
- Acceleratie 0-100km/u 4,8 s.